# Toxicocalamus mintoni
Espèce
Toxicocalamus mintoni est une espèce de serpents de la famille des Elapidae.

## Répartition
Cette espèce est endémique de la province de Milne Bay en Papouasie-Nouvelle-Guinée. Elle se rencontre sur Vanatinai dans l'archipel des Louisiades.

## Étymologie
Cette espèce est nommée en l'honneur de Sherman Anthony Minton (1919–1999).

## Publication originale
- Kraus, 2009 : New Species of Toxicocalamus (Squamata: Elapidae) from Papua New Guinea. Herpetologica, vol. 65, n. 4, p. 460-467.